# Dorota Pudzianowska
Dorota Maria Pudzianowska – polska prawniczka i socjolożka, profesor Uniwersytetu Warszawskiego, adwokatka, w latach 2006-2020 pracowała w Helsińskiej Fundacji Praw Człowieka. Specjalizuje się w dziedzinie prawa publicznego, ze szczególnym uwzględnieniem zagadnień prawa administracyjnego i praw człowieka. 

## Życiorys
Jest absolwentką III L.O. im Marynarki Wojennej w Gdyni (1999; dyplom IB). Ukończyła z wyróżnieniem studia magisterskie na Wydziale Prawa i Administracji Uniwersytetu Warszawskiego (2006) oraz studia magisterskie w Instytucie Socjologii (Kolegium MISH UW; 2005). W latach 2003–2004 studiowała w École normale supérieure w Paryżu.  
Doktorat w zakresie nauk prawnych na Uniwersytecie Warszawskim uzyskała z wyróżnieniem w 2011 na podstawie pracy pt.: „Instytucja prawna obywatelstwa w procesie zmian”. Habilitowała się w 2020 na macierzystej uczelni w zakresie nauk prawnych na podstawie dorobku naukowego i monografii pt. „Bezpaństwowość w prawie publicznym”. W 2024 została awansowana na stanowisko profesora.  
Jest kierowniczką i badaczką w projektach naukowych realizowanych przez Robert Schuman Centre for Advanced Studies (Europejski Instytut Uniwersytecki). 
Była stypendystką Fundacji na rzecz Nauki Polskiej (stypendium START), Ministerstwa Nauki i Szkolnictwa Wyższego (stypendium dla wybitnych młodych naukowców 2014–2017), Ambasady Francji, Ministerstwa Spraw Zagranicznych Republiki Francuskiej oraz Ambasady USA. Jest laureatką konkursów grantowych Narodowego Centrum Nauki (Opus).  
Wykładała na uniwersytetach w Melbourne (Melbourne Law School), Lille2, Université de Paris V, Yeditepe (Istambuł). 
Jest autorką, współautorką i redaktorką kilkudziesięciu publikacji naukowych.  

## Nagrody
Za rozprawę doktorską otrzymała w 2012 Nagrodę Prezesa Rady Ministrów.
Za pracę magisterską z socjologii otrzymała nagrodę Polskiego Towarzystwa Socjologicznego im. Floriana Znanieckiego.

## Działalność zawodowa i społeczna
Od 2024 r. jest wiceprzewodniczącą Zespołu do spraw Unii Europejskiej przy Ministrze Sprawiedliwości. Od 2021 jest członkiem Rady Programowej Instytutu Legislacji i Prac Parlamentarnych Naczelnej Rady Adwokackiej. W latach 2008–2012 była zastępcą członka zarządu Agencji Praw Podstawowych Unii Europejskiej a następnie jej ekspertką. Była członkiem Komisji ekspertów ds. migrantów przy Rzeczniku Praw Obywatelskich (2015-2021). Jest członkiem Rady Fundacji Pole Dialogu (od 2011).  
W 2019 Rektor Uniwersytetu Warszawskiego powołał ją na członka Rady Dyscypliny Nauki Prawne.  

## Wybrane publikacje
- Statelessness in Public Law, Peter Lang, 2023.
- Bezpaństwowość w prawie publicznym, Wolters Kluwer 2019.
- Obywatelstwo w procesie zmian, Wolters Kluwer 2013.
- Prawo administracyjne (współautorka), Wolters Kluwer (2015, 2017).
- Prawa osób z niepełnosprawnością intelektualną lub psychiczną w świetle międzynarodowych instrumentów ochrony praw człowieka (redaktorka), Wolters Kluwer 2014.
- Status cudzoziemca w Polsce wobec współczesnych wyzwań międzynarodowych (redaktorka), Wolters Kluwer 2016.
- Równe traktowanie uczestników postępowań. Przewodnik dla sędziów i prokuratorów (współredaktorka z Jarosławem Jagurą), Warszawa 2016.
- Voting rights for foreigners – for or against? The analysis of the process of granting voting rights to third country nationals – selected examples from across the EU (razem ze Sławomirem Łodzińskim, Martą Szaranowicz-Kusz), The Institute of Sociology of the University of Warsaw and International Organisation for Migration, Warsaw 2014.
- Ustawa o Karcie Polaka. Komentarz (współautorka z Jackiem Jagielskim), Wolters Kluwer Polska 2008, 220 str.